# IC 1396B
IC 1396B — галактика типу EN (емісійна туманність) у сузір'ї Цефей.
Цей об'єкт міститься в оригінальній редакції індексного каталогу.